# Charouz Racing System
| Charouz Racing System       | Charouz Racing System |
| --------------------------- | --------------------- |
| Osnovan                     | 1985.                 |
| Mjesto                      | Prag, Češka           |
| Trenutna prvenstva          |                       |
| FIA Formula 2 prvenstvo     |                       |
| FIA Formula 3 prvenstvo     |                       |
| Bivša prvenstva             |                       |
| International Formula 3000  |                       |
| World Series Formula V8 3.5 |                       |
| Formula Super 2000          |                       |
| Auto GP                     |                       |
| A1 Grand Prix               |                       |
| FIA GT3                     |                       |
| UAE Formula 4               |                       |
| ADAC Formula 4              |                       |

Charouz Racing System je češka automobilistička momčad osnovana 1985. u Pragu, a trenutno se natječe u FIA Formula 2 prvenstvu i FIA Formula 3 prvenstvu. U Formuli Renault 3.5 od 2012. do 2015., odnosno World Series Formula V8 3.5 kako se natjecanje zvalo 2016. i 2017., momčad se natjecala pod imenom Lotus.

## Naslovi

### Vozački
| Formula Super 2000               | Formula Super 2000                  |
| -------------------------------- | ----------------------------------- |
| 2006.                            | Jan Charouz                         |
| Le Mans Series LMP1              |                                     |
| 2009.                            | Jan Charouz Tomáš Enge Stefan Mücke |
| FIA GT Europsko prvenstvo        |                                     |
| 2012.                            | Dominik Baumann Maximilian Buhk     |
| FIA GT Series Pro-Am Cup         |                                     |
| 2013.                            | Sergej Afanasjev Andreas Simonsen   |
| FIA GT Series Gentlemen's Trophy |                                     |
| 2013.                            | Petr Charouz Jan Stoviček           |
| World Series Formula V8 3.5      |                                     |
| 2017.                            | Pietro Fittipaldi                   |
| ADAC Formula 4                   |                                     |
| 2018.                            | Lirim Zendeli                       |
| 2019.                            | Théo Pourchaire                     |

### Momčadski
| Prvenstvo                        | Sezone        |
| -------------------------------- | ------------- |
| Formula Super 2000               | 2006.         |
| Le Mans Series LMP1              | 2009.         |
| FIA GT3 Europsko prvenstvo       | 2012.         |
| FIA GT Series Pro-Am Cup         | 2013.         |
| FIA GT Series Gentlemen's Trophy | 2013.         |
| World Series Formula V8 3.5      | 2017.         |
| ADAC Formula 4                   | 2018. − 2019. |

## Vanjske poveznice
- CharouzRacing.com - Official website